# Попов, Владислав Николаевич
Попов Владислав Николаевич (1940—2013) — доктор технических наук, профессор, лауреат премии Правительства Российской Федерации, Заслуженный деятель науки и техники РСФСР, член-корреспондент Инженерной академии РФ, член Академии горных наук.

## Биография
Родился 18 апреля 1940 года.
В 1962 году окончил Казахский политехнический институт. С 1962 по 1964 год работал участковым маркшейдером на руднике «Карагандауголь», затем — на кафедре геодезии и маркшейдерского дела Карагандинского политехнического института. С 1972 года был старшим научным сотрудником, потом заведующим лабораторией (1974—1979) Всесоюзного научно-исследовательского, проектного и проектного института горной и цветной металлургии. В 1978 году защитил диссертацию на степень доктора технических наук «Исследование устойчивости бортов карьеров в трещиноватых породах» (Москва, 1978. — 545 с. : ил.).
С 1988 года до своей смерти заведовал кафедрой маркшейдерского дела и геодезии МГГУ. Подготовил 20 кандидатов технических наук и 7 докторов.
Был награждён орденами «Шахтерская слава» I, II, III степени. Ему была присуждена премия Правительства Российской Федерации 1999 года в области науки и техники.
Имеет более 220 работ в области маркшейдерского дела. Научно-педагогическая и общественная деятельность Попова награждена орденом «Знак Почёта», медалью «850 лет Москвы», медалью Монгольской Народной Республики «Достык», званием почётного горняка Монголии, почётными знаками. Научная деятельность всегда имела под собой практические результаты, отражавшиеся в результатах работы и модеренизации горных производств не только России, но и стран СНГ, а также ряда Европейских стран.
В. Н. Попов — автор учебных пособий по таким дисциплинам, как: геодезия, маркшейдерия, геомеханика, история маркшейдерии, статистическая обработка экспериментальных данных в горном деле, управление устойчивостью карьерных откосов:
- Маркшейдерские работы на карьерах и приисках : Справочник / [В. Н. Попов и др.]. — Москва : Недра, 1989. — 423, [1] с. : ил. — ISBN 5-247-00476-0.
- Технология отстройки бортов карьеров / В. Н. Попов, Б. Н. Байков. — Москва : Недра, 1991. — 247,[3] с. : ил. — ISBN 5-247-00815-4.
- Квалиметрия недр : учебное пособие / В. Н. Попов, Х. Бадамсурэн, М. И. Буянов, В. В. Руденко. — Москва : Изд-во Акад. гор. наук, 2000. — 302, [1] с. : ил. — ISBN 5-7892-0056-7.
- Оценки недропользования : Учеб. пособие для студентов вузов. — Москва : Изд-во Акад. горн. наук (АГ), 2001. — 295 с. : ил., табл. — ISBN 5-7892-0086-9.
- Геодезия и маркшейдерия : учеб. пособие / под ред. В. Н. Попова, В. А. Букринского. — Москва : Изд-во Моск. гос. гор. ун-та, 2004. — 252, [1] с. : ил., табл. — (Высшее горное образование) — ISBN 5-7418-0300-8.
- Геомеханика : учебник для студентов вузов / М. Е. Певзнер, М. А. Иофис, В. Н. Попов. — 2-е изд., стер. — Москва : Изд-во Московского гос. горного ун-та, 2008. — 438 с. : ил., табл. — (Высшее горное образование). — ISBN 978-5-7418-0528-2.
- Управление устойчивостью карьерных откосов : учебник для студентов вузов / В. Н. Попов, П. С. Шпаков, Ю. Л. Юнаков. — Москва : Изд-во Московского гос. горного ун-та : Горная книга, 2008. — 682, [1] с. : ил., табл. — (Горное образование). — ISBN 978-5-7418-0506-0
  - Геодезия и маркшейдерия : учебник для вузов. — 3-е изд. — Москва : Издательство «Горная книга», 2010. — 452 с. — ISBN 978-5-98672-179-8.
- Геодезия : учебник для студентов высших учебных заведений / В. Н. Попов, С. И. Чекалин. — Москва : Мир горной кн. [и др.], 2007. — 721, [1] с. : ил., табл. — (Горное образование). — ISBN 978-5-91003-028-6.
  - Москва : Горная книга, 2012. — 721, [1] с. : ил., табл. — ISBN 978-5-98672-078-4.

Умер в Москве 20 июня 2013 года после тяжелой болезни.